# Sparks Fly
Sparks Fly ist das Debütalbum der US-amerikanischen Schauspielerin und Sängerin Miranda Cosgrove. Es wurde am 27. April 2010 unter dem Label Columbia Records veröffentlicht. In Deutschland erschien es am 2. Juli 2010. In den Vereinigten Staaten belegte das Album Platz 8 der Billboard 200.

## Entstehung
Cosgrove begann 2008 an einem eigenen Album zu arbeiten, nachdem ihr die Aufnahmen einiger Songs für den Soundtrack ihrer Nickelodeon-Serie iCarly Spaß bereiteten. Es dauerte zwei Jahre, bis das Album fertig war, was laut Cosgroves Manager Chris Poppe auch zu hören sei, da Cosgrove zu Beginn der Aufnahmen 14 und zum Zeitpunkt der Fertigstellung des Albums 16 Jahre alt war.
Im Februar 2010 kündigte Cosgrove die erste Single des Albums, Kissin U, an, welche am 12. März 2010 in der Radiosendung von Ryan Seacrest Premiere feierte.
Cosgrove stellte das Album im Jahr 2011 bei ihrer Dancing Crazy Tour, welche sie durch Nordamerika führte, vor.

## Titelliste
| #   | Titel                     | Songwriting                                                   | Länge |
| --- | ------------------------- | ------------------------------------------------------------- | ----- |
| 1.  | Kissin U                  | Miranda Cosgrove, Lukasz Gottwald, Claude Kelly               | 3:18  |
| 2.  | BAM                       | Antonina Armato, Tim James, Rodney Jerkins                    | 2:51  |
| 3.  | Disgusting                | Kesha Sebert, Sheppard Solomon, Tom Meredith, Pebe Sebert     | 3:39  |
| 4.  | Shakespeare               | Susan Cagle, Jason Brett Levine                               | 3:42  |
| 5.  | Hey You                   | Paula Winger, Kip Winger                                      | 3:57  |
| 6.  | There Will Be Tears       | Joshua Coleman, Allan Grigg, Bonnie McKee                     | 3:14  |
| 7.  | Oh Oh                     | Peer Astrom, Savan Kotecha, Max Martin                        | 2:54  |
| 8.  | Daydream                  | Avril Lavigne, Chantal Kreviazuk                              | 3:11  |
|     | Deluxe-Edition            |                                                               |       |
| 9.  | Brand New You             | Espen Lind, Amund Bjorklund, James Bourne                     | 3:33  |
| 10. | What Are You Waiting For? | Espen Lind, Amund Bjorklund, James Bourne                     | 3:35  |
| 11. | Adored                    | Miranda Cosgrove, Lauren Christy, Graham Edwards, Scott Spock | 3:32  |
| 12. | Beautiful Mess            | Desmond Child, Lauren Christy, Jon Vella, Shayne Swayney      | 3:03  |
| 13. | Charlie                   | Greg Kurstin, Nicole Morier                                   | 3:13  |

## Chartplatzierungen
| ChartsChartplatzierungen       | Höchstplatzierung | Wochen |
| ------------------------------ | ----------------- | ------ |
| Deutschland (GfK)              | 96 (1 Wo.)        | 1      |
| Österreich (Ö3)                | 46 (3 Wo.)        | 3      |
| Schweiz (IFPI)                 | 35 (6 Wo.)        | 6      |
| Vereinigte Staaten (Billboard) | 8 (17 Wo.)        | 17     |